# Штайн, Ульрих
Ульрих (Ули) Штайн (нем. Ulrich "Uli" Stein; род. 23 октября 1954, Гамбург) — немецкий футболист, вратарь. В немецкой Бундеслиге с 1978 по 1997 года провёл чуть меньше 500 матчей.

## Клубная карьера
Профессиональную карьеру Ули начал в 1978 году в «Арминии» из Билефельда. Через 2 года Штайн перешёл в «Гамбург», где он играл с 1980 по 1987 года. С 1987 по 1994 он играл за «Айнтрахт» из Франкфурта-на-Майне, но в 1994 году он вернулся в «Гамбург». Один год спустя он снова вернулся в «Арминию». Карьеру игрока завершил в сезоне 1996/97. Хотя в начале 2000-х появился в нескольких матчах в немецких клубах из низших дивизионов.
С «Гамбургом» Штайн стал обладателем Кубка Германии 1986/87 и дважды становился Чемпионом Германии в сезонах 1981/82 и 1982/83. Пиком его карьеры стала победа в финале Кубка европейских чемпионов 1982/83. Он также выигрывал Кубок Германии и с «Айнтрахтом» в сезоне 1987/88.
В матче второго раунда Кубка Германии 1986/87 в матче между «Гамбургом» и «Аугсбургом» Штайн показал средний палец фанатам «Аугсбурга», за что получил красную карточку. Более серьёзный инцидент произошёл в 1987 году, когда он ударил игрока мюнхенской «Баварии» Юргена Уигманна. Из-за этого «Гамбург» выгнал Ули из клуба.

## Карьера за сборную
За сборную ФРГ Штайн провёл 6 матчей. Вице-чемпион чемпионата мира 1986 года в Мексике. Его международная карьера закончилась, после того как Ульрих назвал Франца Беккенбауэра посмешищем.

## Карьера тренера
В сезоне 2000/01 был главным тренером «Целле». В 2007 году вошёл в тренерский штаб Берти Фогтса и был тренером вратарей в сборной Нигерии. В 2009 году вместе с Фогтсом перешёл в сборную Азербайджана, где пробыл до 2014 года.

## Достижения

### «Гамбург»
- Чемпион ФРГ: 1981/82, 1982/83
- Обладатель Кубка Германии: 1986/87
- Обладатель Кубка европейских чемпионов: 1982/83

### «Айнтрахт» (Франкфурт)
- Обладатель Кубка Германии: 1987/88